# おかえりなさいご主人様!!
『おかえりなさいご主人様!!』は、モバイルファクトリーにより公開されていた恋愛シミュレーションゲーム。2011年10月31日GREEにて配信開始。現在はGREEのほか、mobage、Android、iPhoneでも配信されている。2017年12月15日サービス終了。この後いくつも配信されたスマートノベル型恋愛シミュレーションゲームの先駆け的存在で、続編「おかえりなさいご主人様!!R（リターンズ）」（2014年11月20日配信開始。2017年サービス終了。）のほか、「おかわりいかが?ご主人様!!」（2012年11月15日配信開始、現在サービス終了。）「おまちしておりました!ご主人様!!」（2015年4月23日配信開始、現在サービス終了）ら姉妹作が配信されていたほか、登場人物はスター・システム的に他作品にもたびたび登場していた。多くのモバイルファクトリーの恋愛シミュレーションゲームでは本ゲームの舞台であるメイド喫茶が何らかの形で登場することが多い。
本項では、「おかえりなさいご主人様!!」とその続編である「おかえりなさいご主人様!!R（リターンズ、以後本項では「R」と称する）」について記載する。

## ゲームシステム

### ゲームの流れ
キャラクター9人の中から1人を選びチケットを消費しながらストーリーを進行させる。チケットは一定時間ごとに補充され、毎日ログインすることによって上限が最大8枚まで増える。ログインしないと最大チケット数が減る。
各キャラクターとも、ストーリー内のできごとをキャラクター側からの視点から描いた「裏話」が設定されている。裏話はGREEコインを使うことで解除できる。

### おみくじ
1日6回（「R」では50回）のおみくじをひくことによりチップをためられる。ためたチップはガチャ、また「R」では裏話のロック解除に使える。

### ガチャ
ポイントを使ってガチャができる。チケット補充アイテムや特別イラストなどを得られる。

## ストーリー
ある日近所をブラブラ歩いていると、突然綺麗な女性から声をかけられたアナタ。彼女と話しているうちにたどり着いた先はメイド喫茶『黒猫』。ひょんなことがきっかけで、アナタはそこで働くことに..!
9人美女に囲まれ、ドキドキのメイド喫茶生活が始まる。

## 登場人物

### 主人公
年齢は明らかでないが、飲酒シーンがあることから20歳以上と思われる。オーナーに半ば騙される形で働くことになった黒猫唯一の男性バイト。

### オーナー
メイド喫茶「黒猫」のオーナー。本名望月美姫（もちづき みき）。容姿端麗で商才にもたけ、マネージメント能力も高い。仕事に関しては非常に厳しく、主人公も幾度となく叱られるが、人物観察眼にも長けており、体調の変化やヒロイン、あるいは主人公やヒロインの心身の変化にも敏感である。

### ヒロイン
山城雪希（やましろ ゆき）
高校2年生。16歳。水泳部所属で、全国大会でも上位を狙えるほどの実力を持つ。父親を早く亡くし、女手1つで家を支える母親に変わり家事全般、弟妹の面倒も見る頑張り屋だが、そのような苦労を一切見せず、屈託ない明るい性格。水泳部のない高校に進学したが、水泳をあきらめきれず、小学校からライバルかつ親友だったるなとともに水泳部を立ち上げる。生活の負担が重くなる中、水泳を諦めるしかないと思い悩むが、るなが父親の会社にある実業団の水泳部の入団テストを受けるように打診し、その条件である「全国大会ベスト8」に向けて主人公とともに努力を始める。一番年上の妹（2歳下）は山城海未。「おかえりなさい」では名前も出ず、セリフが出てくるだけだったが、「R」では名前と顔が登場する。
河合るな（かわい るな）
高校2年生。16歳。雪希と同じ水泳部所属。同じく全国大会を狙える実力の持ち主。性格は屈託ない雪希と対照的にクールで主人公に対しても隙のない印象を与えていた。大企業社長の御曹子で厳しく育てられたため、男性との接触に全く免疫がなく、バイトの指導中に手が触れただけで赤面して怒りだすほど。照れ屋で素直でない性格だが、主人公が無理を重ねて倒れた時は決して得意でもない料理をしに部屋に来るなど優しさも併せ持っている。雪希とは小学生時代から親友だが、一方でライバルでもあり、どうしても勝てない雪希に対しコンプレックスを抱いていた。
媛月アキラ（ひめづき アキラ）
大学3年生。22歳。主人公の幼馴染み。子供の頃はいつもプロレス技をかけられるなど粗暴な性格で、短髪色黒な外見と「アキラ」という名前から、主人公は男と勘違いしていた。その後、女子からラブレターをもらったことにショックを受け、女らしくなろうとの努力を始め、現在はポニーテールの似合うグラマラスな美人となった（なお、ラブレターの件については後に姉妹編「おかわりいかが?ご主人様!!」の沢嶋樹編で誤解だったことが判明する）。このため、主人公は当初幼馴染みのアキラと気づなかったほど。しかし粗暴な性格は相変わらずで、なにかといえば主人公にヘッドロックをかけたり、言葉づかいも男言葉に近い。同じく主人公の幼馴染みである京子とは何かと張り合う。オーナー、さくら、カノンとともに「黒猫」オープン時からのメンバーの1人。
神宮京子（じんぐう きょうこ）
高校1年生。16歳。細長いツインテールが特徴。アキラと同様主人公の幼馴染みで、今でも主人公を「お兄ちゃん」と呼ぶ。ただし、子供の頃に主人公が引っ越し京子との交流が途絶え、その後アキラと知り合ったため、アキラと京子は「黒猫」で働くまで直接の面識はなかった。父親が蒸発、母親を早く亡くし、弟と二人暮らしで家庭を支える重い家庭事情を抱えながらそれを全く見せることない明るい性格。アキラ編同様、アキラと何かにつけて張り合う。主人公と子供の頃に交わした約束をずっと大切にしていたが、主人公がそれを思い出せないことにショックを受ける。真司（しんじ）という弟がおり、「R」では顔と名前が登場する。
御影 咲（みかげ さき）
高校3年生。18歳。いつも和服を身にまとう黒髪の美しい和風美人だが、実家は街で知らない者のいないそのスジ系の「御影組」。母親を早くに亡くした一人娘とあって、父親に溺愛されてきており、バイト開始後もいつも黒服の男たちが店で監視しているが、それが店にとって迷惑と知るや一喝する強さも持っている。純和風に育てられたため洋風のメニューを覚えるのも一苦労だが、オーナーはそれがまた個性的で面白いと採用を決定。主人公に想いを寄せつつも父親の決めた結婚相手と婚約する決意をするが、主人公が単身御影組に乗り込み、父親を説得する。「R」では父親と黒服が顔出しで登場している。
貴崎日和（きざき ひより）
大学2年生。20歳。主人公と同級生。趣味は読書。三つ編みとメガネが特徴だが、メガネをはずすと別人のようにかわいらしくなる。ただし強度の近眼で、主人公との最初の出会いも商店街での衝突だった。主人公は長らくその女の子が日和とはしらずに片思いしていたが、さくらの機転によりその女の子が日和だったと知ることになる。「R」にて、大学のゼミで「白猫」で働く玉森まどかと同級生であることが明らかになる。拓也（たくや）という弟がおり、「おかえりなさい」の咲編で登場するが名前はなくセリフのみだったが、「R」のアキラ編において顔出しで登場している。
真宮さくら（まみや さくら）
22歳。からかうように男に絡む小悪魔的な性格で、主人公もいつもからかい気味の誘惑に悩まされている。しかしその性格は、複雑な家庭事情の末生まれた男への強い憎しみの裏返しだった。元彼に執拗に追いかけまわされるが、主人公が体を張ってさくらを守る。アキラと京子ほどあからさまではないが、さくらと日和も主人公を巡る思いの交錯があった。オーナー、アキラ、カノンとともに「黒猫」オープン時からのメンバーの1人。
サラ・アルテミス
20歳。某王国の王女だが、お忍びで来日していた。道に迷ったところを日和とオーナーに助けられ、黒猫と縁ができる。主人公には初対面からいきなり抱きつくほど開放的な性格。両想いになりながらも王女という身分ゆえ日本にいられないことを悩むサラに対し、主人公もいちばんのサラの幸せが何なのかわからず悩む。ラシードという執事が仕えており、「R」では顔出しで登場している。また「R」において、ルージュという妹がおり、ラシード同様顔出しで登場している。
國見カノン（くにみ カノン）
24歳。黒猫の店長。大人びた美人であると同時に店の切り盛りもしっかりこなす才色兼備な女性。主人公に根気良く優しく仕事を教える。だんだんお互いの気持ちが接近するが、暗い過去を持ち、恋愛に対しては臆病。オーナーとは黒猫がオープンする前からの知り合いで、カフェ経営も2人が協力してスタートしたことが「R」にて明らかになる。